# Si sta facendo sempre più tardi
Si sta facendo sempre più tardi è un romanzo epistolare di Antonio Tabucchi, edito da Feltrinelli nel 2001.

## Edizioni
- Antonio Tabucchi, Si sta facendo sempre più tardi, 1ª ed., Milano, Feltrinelli, marzo 2001, ISBN 9788807015908.